# Villemomble
Villemomble – miejscowość i gmina we Francji, w regionie Île-de-France, w departamencie Sekwana-Saint-Denis.
Według danych na rok 1999 gminę zamieszkiwały 27 230 osoby, a gęstość zaludnienia wynosiła 6740 osób/km² (wśród 1287 gmin regionu Île-de-France Villemomble plasuje się na 96. miejscu pod względem liczby ludności, natomiast pod względem powierzchni na miejscu 747.).

## Miasta partnerskie

Położenie Villemomble w ramach aglomeracji paryskiej

- Bonn, Niemcy